# 367
| [ Edytuj tabelę ] |                                                 |
| Władca Guptów     | - 330 Samudragupta 375                          |
| Władca Korei      | - 331 Kogugwŏn 371                              |
| Papież            | - 366 Ursyn (antypapież) 367 - 366 Damazy I 384 |
| Król Persji       | - 309 Szapur II 379                             |
| Cesarz Rzymu      | - 364 Walentynian I 375 - 364 Walens 378        |
| Król Wandalów     | - 359 Godigisel 406                             |

Rok 367 / CCCLXVII
stulecia: III wiek ~
IV wiek ~
V wiek

lata: 357 «
362 «
363 «
364 «
365 «
366 «
367
» 368
» 369
» 370
» 371
» 372
» 377

## Wydarzenia
- Europa
  - Gracjan, syn cesarza rzymskiego Walentyniana I, został obwołany augustem

## Zmarli
- Hilary z Poitiers, biskup Poitiers, Doktor Kościoła, święty (ur. ok. 315)